# 内海カッパ
内海カッパ（うつみ カッパ、1941年9月14日 - 2008年8月27日）は、日本のお笑い芸人。本名、神田 常巌。鹿児島県奄美大島出身。

## 来歴・人物
大鉄高等学校卒業後に初代内海突破（突破没後は夢乃タンゴの門下）に師事し、1963年うめだ花月で吉本新喜劇のコメディアンとしてデビュー。その後OSミュージックに移籍。
1966年に今宮エビスと「内海カッパ・今宮エビス」を結成（松竹芸能所属だが、ホームページ上にプロフィールは記載されていない）。相方のエビスが病気療養中にカッパは高野山と比叡山で得度し、僧侶になった。この経験を生かして坊主姿で僧侶姿で数珠持ちネタを披露していた事もある。
弟子に内海英華などがいる。墓は比叡山にある。